# Sede titolare di Mennith
Mennith (in latino: Mennitensis) è una sede titolare soppressa della Chiesa cattolica.

## Storia
Secondo Siria Sacra, Mennith era una località della regione di Petra dei Nabatei, e a questa sede si attribuiscono due vescovi: Bagadio, che avrebbe preso parte al concilio di Costantinopoli del 381; e Stefano, che nel mese di settembre 536 avrebbe firmato gli atti del sinodo convocato dal patriarca Pietro di Gerusalemme contro Antimo di Costantinopoli e che vide riuniti assieme i vescovi delle Tre Palestine. Gli Acta Sanctae Sedis si riferiscono a Mennith come ad una episcopalem ecclesiam sub archiepiscopo Philadelphiense. Eubel invece colloca la sede nella provincia romana della Palestina Seconda, suffraganea dell'arcidiocesi di Scitopoli.
La sede titolare è stata soppressa nella seconda metà dell'Ottocento; compare per l'ultima volta nel volume del 1889 de La gerarchia cattolica, nel quale la sede è indicata come appartenente alla provincia di Arabia.

## Cronotassi dei vescovi titolari
- Antoni Dominik Tyszkiewicz † (20 luglio 1739 - 16 settembre 1740 nominato vescovo di Samogizia)
- Giovanni Battista Scarselli † (23 settembre 1740 - 30 giugno 1743 deceduto)
- Zdenko Georg Chrzepíczky von Modliskovic † (23 settembre 1743 - 16 maggio 1755 deceduto)
- Konstantin Schütz von Holzhausen, O.S.B. † (26 settembre 1757 - 23 settembre 1775 deceduto)
- Józef Prószyński † (17 febbraio 1777 - 4 novembre 1790 deceduto)
- Michel-Antoine Anfossi † (15 marzo 1853 - 22 dicembre 1878 deceduto)
- Carlo Mennella † (18 novembre 1881 - 30 luglio 1883 deceduto)
- Thomas Langdon Grace, O.P. † (12 agosto 1884 - 24 settembre 1889 nominato arcivescovo, titolo personale, di Siunia)